# Forêts transitionnelles de la Cross et du Niger
Localisation
Les forêts transitionnelles de la Cross et du Niger forment une écorégion définie par le fonds mondial pour la Nature (WWF) qui couvre une zone de plus de 20 000 km2 au sud-est du Nigeria. Elle appartient à l'écozone afrotropicale et au biome des forêts décidues humides tropicales et subtropicales.